# Берёзовский сельсовет (Притобольный район)
Березовский сельсовет — муниципальное образование со статусом сельского поселения в составе Притобольного района Курганской области.
Административный центр — деревня Верхнеберезово.

## История
В соответствии с Законом Курганской области от 6 июля 2004 года № 419 сельсовет наделён статусом сельского поселения.

## Население
| 1989 | 2002 | 2004 | 2010 | 2012 | 2013 | 2014 |
| ---- | ---- | ---- | ---- | ---- | ---- | ---- |
| 985  | ↘903 | ↗944 | ↘677 | ↘669 | ↘639 | ↘627 |
| 2015 | 2016 | 2017 | 2018 | 2019 | 2020 |      |
| ↘609 | ↘597 | ↘582 | ↗583 | ↘553 | ↘540 |      |

## Состав сельского поселения
| № | Населённый пункт | Тип населённого пункта          | Население |
| - | ---------------- | ------------------------------- | --------- |
| 1 | Верхнеберезово   | деревня, административный центр | ↘329      |
| 2 | Водный           | посёлок                         | ↘196      |
| 3 | Нижнеберезово    | село                            | ↘85       |
| 4 | Подгорная        | деревня                         | ↘67       |